# Buscando la verdad
Buscando la verdad (en inglés Digging for the Truth) fue un programa creado y emitido por la cadena de televisión por cable The History Channel, y producida por AETN International. Su última transmisión fue en el 2007

## Descripción
Cada semana se muestran investigaciones acerca de diversos misterios de la humanidad que aún no han sido aclarados, como las estatuas de piedra de la Isla de Pascua, el círculo de piedras de Stonehenge, la vida de Cleopatra y las pirámides de Egipto. El programa contiene entrevistas a expertos en diversas áreas e investigaciones de campo para tratar de averiguar los orígenes o explicaciones a estos misterios. 
Hasta la tercera temporada, el programa fue conducido por Josh Bernstein, pero el 20 de febrero de 2007 anunció que se iría de The History Channel para unirse a Discovery Channel como productor y presentador de otro programa, dejando la conducción de Buscando la Verdad en Hunter Ellis, también conductor de las series El Hombre y la Máquina, y  De la Táctica a la Práctica, también de The History Channel.

## Capítulos deBuscando la verdad
Temporada 1
1. Who Built Egypt's Pyramids?
2. Nefertiti: The Mummy Returns
3. Pompeii Secrets Revealed
4. Hunt for the Lost Ark
5. The Holy Grail
6. The Iceman Cometh
7. Quest for King Solomon's Gold
8. Passage to the Maya Underworld
9. The Lost Tribe of Israel
10. Secrets of the Nazca Lines
11. The Search for El Dorado
12. Giants of Easter Island
13. Mystery of the Anasazi

Temporada 2
1. The Real Temple of Doom
2. America's Pyramids
3. Stonehenge Secrets Revealed
4. The Vikings: Voyage to America
5. Roanoke: The Lost Colony
6. Cleopatra: The Last Pharaoh
7. City of the Gods - Teotihuacan
8. The Real Queen of Sheba
9. Troy: Of Gods and Warriors
10. The Da Vinci Code: Bloodlines
11. The Giants of Patagonia
12. The Real Sin City: Sodom and Gomorrah
13. The Lost Cities of the Amazon

Temporada 3
1. Atlantis: New Revelations 2-hour Special
2. Lost Empire Of Genghis Khan
3. King Tut Secrets Revealed
4. New Maya Revelations
5. Ramesses II: Visions of Greatness
6. Machu Picchu
7. Secrets of Mummies
8. Lost Treasures of Petra
9. Stonehenge of the Americas
10. Searching for King David
11. Lost Treasures of the Copper Scroll
12. The Aztecs

Temporada 4
1. Mummies of the Clouds
2. The Hunley: New Revelations
3. Kings of the Stone Age
4. Pirates: Terror in the Mediterranean
5. God's Gold, Part 1
6. God's Gold, Part 2
7. Timbuktu
8. Angkor Wat: Eighth Wonder of the World